# Мораль права
Мора́ль права — книга Льюїса Лона Фуллера в області філософії права. Уперше була опублікована в 1964 році, у майбутньому, з 1969 року виходила у новій редакції з доданням п'ятого, останнього, розділу під назвою «Відповідь на критику». У книзі автор порушує проблеми, а саме: суперечність правових норм, незрозумілість та нестабільність законодавства, зворотна дія норм права, нестача правового регулювання, неоприлюднення правових норм. «Мораль права», яка стала класикою, є систематичним викладом концепції права, який ґрунтується на специфічних моральних вимогах права.

## Історія створення книги
У 1963 році класична бібліотека природно-правового напрямку поповнилася оригінальним твором відомого американського юриста і філософа права Льюїса Лона Фуллера (1902—1972) «Мораль права» («The Morality of Law»).
Книга «Мораль права», яка стала класикою правової думки, являє собою систематичний виклад концепції права, заснованої на специфічних моральних вимогах до права як такого. В основу книги покладено курс лекцій, прочитаних Л. Фуллером у квітні 1963 року в Єльській школі права в рамках циклу лекцій імені Вільяма Сторрс. Хоча обсяг книжки в кілька разів перевищує первинний текст, автор вирішив зберегти лекційну форму як найбільш відповідну суті питання, таку, що уможливлює неформальне та часто дискусійне викладення, якому науковець віддавав перевагу.
Попри невеликий обсяг ця книга, безумовно, є однією з фундаментальних праць з філософії та теорії права, написаних в ХХ ст. При викладі матеріалу автор зберіг форму лекцій, оскільки такий вид — дозволив йому зберегти неформальний і навіть полемічний стиль.

## Загальна характеристика
Лон Фуллер є автором унікальної правової концепції «процедурного природного права», в межах якої наводиться нове підтвердження співвідношення моральних принципів і системи права, яка стала фундаментом для написання книги «Мораль права». Концепція права, яка була розроблена вченим є досить актуальною, адже вона містить аналіз практичних аспектів та проблеми вдосконалення законодавства.

## Структура роботи
«Моральність права» («The Morality of Law») складається з передмови до першого видання, передмови до другого видання, п'яти розділів (I. Дві моралі, II. Мораль, що уможливлює право, III. Концепція права, IV. Реальні цілі права, V. Відповідь на критику), які поділені на параграфи та додатку: Проблема злобливого донощика.
Найголовніша і найзмістовніша інформація книги міститься в третьому розділі. Третій розділ («Концепція права») складається з п'яти параграфів і присвячений всебічному дослідженню філософсько-правової концепції Л. Фуллера, її критиці і аналізу значення для сучасної науки.
У першому параграфі («Правова мораль і природне право») трактується предмет дослідження. Принциповим для розуміння правової концепції Л. Фуллера є його відхід від аналітичної традиції в юриспруденції. На відміну від Г. Харта, — позитивіста XX століття, вчений зовсім не займався дослідженням того, що може бути розкрите як поняття і зв'язок між ними. Право слід вивчати як реальний феномен соціального життя. Слова і їх вживання з приводу якого-небудь єдиного визначення права не займали важливого місця в роботах вченого і могли, на його думку, бути шкідливими для соціальних цілей юриспруденції.
Особливу зацікавленість, на погляд дослідників, представляє глава IV «Реальні цілі права», де автор в деталях показує переваги «морального права» розглядаючи нейтралітет моралі права стосовно матеріальних цілей, сутність законності та її необхідний зв'язок зі справедливістю як найважливішою етичною і правовою категорією, закони спрямовані на боротьбу з моральними вадами, вплив правової моралі на інституційне проєктування і т. д. (Додаток «Проблема злобливого донощика»).

## Основні ідеї книги
Концепція права Л. Фуллера — феномен американської філософії права. Безумовно, висновки вченого мають загальносвітове значення, і його концепція не є «провінційною».
Термін «право» у книжці часто використовується в різних аспектах. Так, він може означати різні норми або принципи, зв'язуватися з правовою системою в цілому або позначати процеси, такі як судочинство або законодавча діяльність. Відповідно, і американський вчений вживав дане слово в різних контекстах, використовуючи різні значення. Тому для тотального дослідження було б не зовсім вірно намагатися знайти якесь «середнє арифметичне» денотатів слова «право» в працях Л. Фуллера.
На сторінках своїх робіт американський вчений використовував заснований на досвіді матеріал, переважно з приватноправової практики. Також Л. Фуллер відчував величезний інтерес до «неофіційного» права, а також до правового звичаю як до визнаної державою формі права, не завжди забезпеченого державним примусом.
Ідея спілкування (комунікації) в певному сенсі пронизує всю творчість Л. Фуллера. Міркування вченого будується наступним чином. Своєю дією я як член соціуму бажаю не просто щось здійснити, але здійснити так, щоб це узгоджувалося за своїм змістом з твоїми діями. Крім того, Л. Фуллер не сприймає ціннісний імператив Г. Харта, який виражається в пріоритеті виживання, і проголошує ідеал спілкування.
Пріоритет етичної системи, яка в цілому може бути охарактеризована як «грецька», явно простежується в працях вченого, і в деяких випадках відкрито їм визнається. Л. Фуллер підкреслює, що узгодженість у діях має більше спільного з чеснотою, ніж із пороком. Але установки Л. Фуллера пов'язані і з більш пізніми досягненнями грецької філософії: телеологічна традиція сходить до Арістотеля.
Нарешті, Л. Фуллер вважав, що юриспруденція не може бути розглянута у відриві від того ефекту, який доктринальні уявлення чинять на практичне свідомість конкретних суддів, адвокатів, законодавців тощо Наукові концепції частково визначають правову реальність і позначаються на щоденній діяльності суддів, адвокатів, професорів і студентів.
Однією з найбільш важливих ідей книги «Мораль права» Л. Фуллера є уявлення про право як про процес соціальної взаємодії. Воно набуває особливого значення у світлі того, що багато філософсько-правові концепції розглядають право в статиці, а не в динаміці, зводячи його або до факту, або до ідеї. Однак Л. Фуллер вважав, що право не зводиться ні до того, ні до іншого, оскільки являє собою розгортається в часі процес, в якому люди, що керуються ідеями, здійснюють фактичні дії.
Також тут розглядається ключовий для філософсько-правової концепції Л. Фуллера аналіз проблематики фактів і цінностей, «те, що є» і «те, що має бути», розглядається ідея вченого про те, що для права невіддільним є процес розділення загальних цілей. Присутня ідея, відповідно до якої право має не тільки ціннісний, а й моральний аспект. Вчений розкриває «внутрішню моральність права»: безумовне виконання щонайменших вимог легальності навіть у межах правової системи, зміст якої є морально негативним, надає громадянину можливість визначати свою позицію і обирати між підпорядкуванням або опором. Отримання такої можливості становить морально позитивний вчинок.
У книзі вчений під зовнішньою моральністю права розумів етичні принципи, яких дотримується суспільство, і які лежать в основі правових інститутів, забезпечуючи їх функціонування. Зовнішня і внутрішня моральність взаємопов'язані. Аморальна правова система не зможе існувати тривалий час, бо не матиме підтримки суспільства.

## Два типи моралі
Проводячи «правовий» аналіз двох стійких типів моралі: «моралі прагнення» і «моралі обов'язку» Л. Фуллер приходить до висновку про те, що тільки «мораль обов'язку» як більш універсальний тип моралі може слугувати підставою для права. Разом з тим, стикаючись з «матерією права» ця мораль зазнає певних якісних змін в результаті яких з'являється те, що зараз називається «правовою мораллю». Надалі автор розглядає відносини правової моралі з природним і позитивним правом і критикує концепції антагоністів — представників концепції позитивного права, права без моралі як такої (або з мораллю в її суто прикладному розумінні).